# Union sportive Enfants des Comores de Vouvouni
Maillots
L'Union Sportive Enfants des Comores de Vouvouni (en arabe : الإتحاد الرياضي أطفال جزر القمر فوفوني), plus couramment abrégé en Enfants des Comores, est un club comorien de football fondé en 1964 et basé à Vouvouni Bambao, un quartier du sud de Moroni, la capitale du pays.

## Palmarès
| Compétitions nationales | Compétitions régionales                                                         |
| --- | ------------------------------------------------------------------------------- |
| - Championnat des Comores : - Vice-champion : 2013. - Coupe des Comores (1) : - Vainqueur : 2013. - Finaliste : 2012 et 2014. | - Championnat de Grande Comore (1) : - Champion : 2013. - Vice-champion : 2014. |